# أربطة ضلعية رهابية
الأَرْبِطَةُ الضِّلْعِيَّةُ الرَّهابِيَّة (أربطة غضروفية) هي عصابات ليفية تشبه حبلاً يصل الأسطح الأمامية والخلفية للغضروف العضلي السابع، وأحياناً تربط أسطح الغضروف السادس بالغضروف الناتئ الرهابي الأمامي والخلفي في عظم القص.
تختلف الأربطة الضلعية الرهابية من حيث الطول والاتساع في أمور مختلفة. فالأربطة الموجودة في الجزء الخلفي من المفصل تكون أقل وضوحاً من تلك الموجودة في المقدمة.